# Robinson Canó
Artikeln följer den spanska namnseden; faderns efternamn är Canó och moderns efternamn Mercedes.
Robinson José Canó Mercedes, född den 22 oktober 1982 i San Pedro de Macorís, är en dominikansk-amerikansk professionell basebollspelare som är free agent. Canó är andrabasman.
Canó har tidigare spelat i Major League Baseball (MLB) för New York Yankees (2005–2013), med vilka han vann World Series 2009, Seattle Mariners (2014–2018), New York Mets (2019–2020 och 2022), San Diego Padres (2022) och Atlanta Braves (2022). Han har åtta gånger tagits ut till MLB:s all star-match och har vunnit fem Silver Slugger Awards och två Gold Glove Awards. På landslagsnivå vann han World Baseball Classic 2013, då han även utsågs till turneringens mest värdefulla spelare (MVP).

## Uppväxt
Canó är född och uppvuxen i Dominikanska republiken, men tillbringade några av ungdomsåren i New Jersey i USA, där hans far tidigare hade varit basebollproffs. Han är döpt efter basebollspelaren Jackie Robinson.

## Karriär

### Major League Baseball

#### New York Yankees

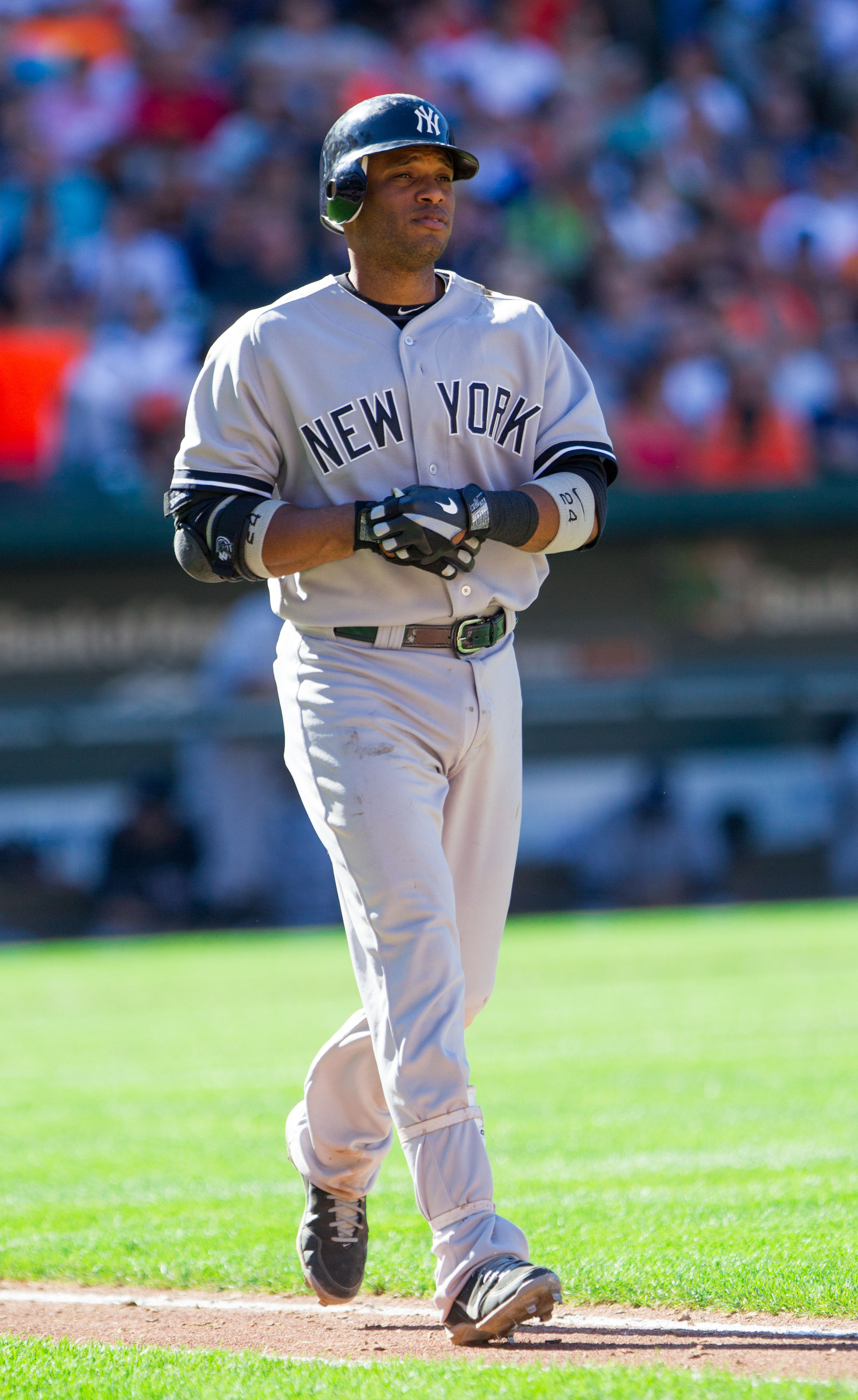
Canó i New York Yankees dräkt 2012.

I januari 2001, vid 18 års ålder, skrev Canó på för New York Yankees och samma år gjorde han proffsdebut i Yankees farmarklubbssystem. Den 3 maj 2005 debuterade han i MLB för Yankees och han spelade för klubben i nio säsonger, till och med 2013.
Canó rönte stora framgångar under sin tid i Yankees. Första säsongen kom han tvåa i omröstningen till American Leagues Rookie of the Year Award och redan under andra säsongen togs han ut till all star-matchen och vann en Silver Slugger Award som den bästa offensiva andrabasmannen i ligan. Han var 2009 med och vann World Series och under de därefter följande fyra säsongerna togs han varje säsong ut till all star-matchen. Han vann under samma period fyra raka Silver Slugger Awards och dessutom två Gold Glove Awards som den bästa defensiva andrabasmannen i ligan, samt kom trea, sexa, fyra och femma i omröstningen till American Leagues MVP Award.

#### Seattle Mariners
Efter 2013 års säsong blev Canó free agent för första gången och tackade nej till Yankees kontraktsförslag om 175 miljoner dollar över sju år för att i stället skriva på för Seattle Mariners, som erbjöd 240 miljoner dollar över tio år, till och med 2023.
Det blev dock bara fem säsonger i Seattle för Canó. Under dessa togs han ut till all star-matchen tre gånger. Vidare kom han 2014 femma och 2016 åtta i omröstningen till American Leagues MVP Award. I maj 2018 blev han avstängd 80 matcher av MLB då han testat positivt för det vätskedrivande medlet furosemid, som kan användas för att dölja dopningsmedel i urinprov.
Efter 2018 års säsong trejdades Canó och Edwin Díaz till New York Mets i utbyte mot Jay Bruce, Anthony Swarzak, Gerson Bautista, Jarred Kelenic och Justin Dunn. Mariners gick även med på att betala 20 miljoner dollar av Canós kvarvarande lön.

#### New York Mets
Canós första säsong för Mets blev inte lyckad, men han spelade bättre under den av covid-19-pandemin kraftigt förkortade säsongen 2020. I november 2020 blev han för andra gången avstängd av MLB efter att ha testat positivt för stanozolol. Avstängningen gällde hela 2021 års säsong. Han gjorde comeback 2022, men efter en månad, då spelartruppen skulle minskas med två spelare, var han en av de två som inte längre fick plats i truppen.

#### San Diego Padres
Efter bara några dagar skrev Canó på för San Diego Padres, men efter mindre än tre veckor var hans tid för klubben över när han tackade nej till att skickas ned till en farmarklubb och därmed blev free agent. En vecka senare accepterade han dock att spela för farmarklubben, men en månad efter det trejdades han till Atlanta Braves i utbyte mot kontanter.

#### Atlanta Braves
Efter mindre än en månad togs Canó bort från Braves spelartrupp och några dagar senare blev han free agent.

### Internationellt
Canó representerade Dominikanska republiken vid World Baseball Classic 2009, 2013 och 2017. Han tog guld 2013 och utsågs då också till turneringens mest värdefulla spelare (MVP).

## Privatliv
Canó blev amerikansk medborgare i november 2012.